# Мемориал братьев Знаменских 2010
52-й Мемориал братьев Знаменских — международный турнир по лёгкой атлетике, входивший в серию IAAF World Challenge. Прошёл 26 июня 2010 года на стадионе «Метеор» в подмосковном городе Жуковском, Россия. Программа соревнований включала 16 дисциплин, по 8 у мужчин и женщин.
Метание молота у женщин также шло в зачёт серии IAAF Hammer Throw Challenge.

## Результаты

### Мужчины
| Дисциплина             | Золото                | Золото  | Серебро                    | Серебро | Бронза                   | Бронза  |
| ---------------------- | --------------------- | ------- | -------------------------- | ------- | ------------------------ | ------- |
| 100 м                  | Майк Роджерс США      | 10,18   | Джей-Ми Сэмюэлс США        | 10,38   | Райан Моузли Австрия     | 10,48   |
| 400 м                  | Уильям Кольясо Куба   | 45,27   | Владимир Краснов Россия    | 45,70   | Рабах Юсиф Судан         | 45,99   |
| 800 м                  | Амин Лаалу Марокко    | 1:43,76 | Юрий Борзаковский Россия   | 1:44,65 | Иван Тухтачёв Россия     | 1:45,78 |
| 3000 м c препятствиями | Роба Гари Эфиопия     | 8:10,59 | Саиф Саид Шахин Катар      | 8:16,90 | Брахим Талеб Марокко     | 8:21,79 |
| Прыжок в высоту        | Андрей Сильнов Россия | 2,33    | Александр Шустов Россия    | 2,33 PB | Дмитрий Демьянюк Украина | 2,28    |
| Прыжок в длину         | Павел Шалин Россия    | 8,18    | Александр Меньков Россия   | 8,09    | Александр Петров Россия  | 7,86    |
| Тройной прыжок         | Алексис Копельо Куба  | 17,55   | Дмитрий Валюкевич Словакия | 17,14   | Арнье Давид Хиральт Куба | 17,09   |
| Метание копья          | Сергей Макаров Россия | 80,57   | Игорь Яник Польша          | 79,87   | Гильермо Мартинес Куба   | 79,71   |

### Женщины
| Дисциплина        | Золото                       | Золото   | Серебро                      | Серебро  | Бронза                     | Бронза   |
| ----------------- | ---------------------------- | -------- | ---------------------------- | -------- | -------------------------- | -------- |
| 200 м             | Анастасия Капачинская Россия | 22,67    | Екатерина Вуколова Россия    | 23,05    | Елизавета Брызгина Украина | 23,06    |
| 800 м             | Мария Савинова Россия        | 1:58,11  | Элиза Кузма-Пиччоне Италия   | 1:59,26  | Татьяна Андрианова Россия  | 1:59,28  |
| 1500 м            | Мескерем Ассефа Эфиопия      | 4:07,27  | Оксана Зброжек Россия        | 4:07,69  | Елена Коробкина Россия     | 4:07,82  |
| 10 000 м          | Аберу Кебеде Эфиопия         | 32:17,74 | Закия Мришо Танзания         | 32:20,47 | Елена Соколова Россия      | 32:24,09 |
| 100 м с барьерами | Невин Яныт Турция            | 12,77    | Деллорин Эннис-Лондон Ямайка | 12,81    | Александра Антонова Россия | 13,21    |
| Прыжок в длину    | Дарья Клишина Россия         | 7,03     | Людмила Колчанова Россия     | 6,96     | Елена Соколова Россия      | 6,90     |
| Толкание ядра     | Анна Авдеева Россия          | 19,14    | Мислейдис Гонсалес Куба      | 19,02    | Ольга Иванова Россия       | 18,51    |
| Метание молота    | Татьяна Лысенко Россия       | 76,03    | Ипси Морено Куба             | 75,19    | Стефани Фальзон Франция    | 72,37    |